# Róbert Mak
Róbert Mak (n. 8 martie 1991, Bratislava, Cehoslovacia) este un fotbalist slovac, care joacă pe post de mijlocaș sau mijlocaș lateral la Slovan Bratislava în Superliga Slovaciei. Pe plan internațional, are prezențe la națională pentru Slovacia U19⁠(d), Slovacia U21⁠(d), Slovacia și Slovacia U17⁠(d).

## Cariera pe echipe

### Primii ani
Mak, originar din Bratislava, a început să joace fotbal la echipa de tineret a clubului local ŠK Slovan. La 13 ani, s-a alăturat Academiei lui Manchester City. Acolo a jucat cu conaționalii săi Vladimir Weiss și Filip Mentel. El a avansat la echipa de rezerve a lui Manchester City la vârstă de 17 ani, dar nu primit niciodată șansa de a juca la echipa de vârf. A câștigat Cupei Tinerilor FA 2007-2008.

### 1. FC Nürnberg

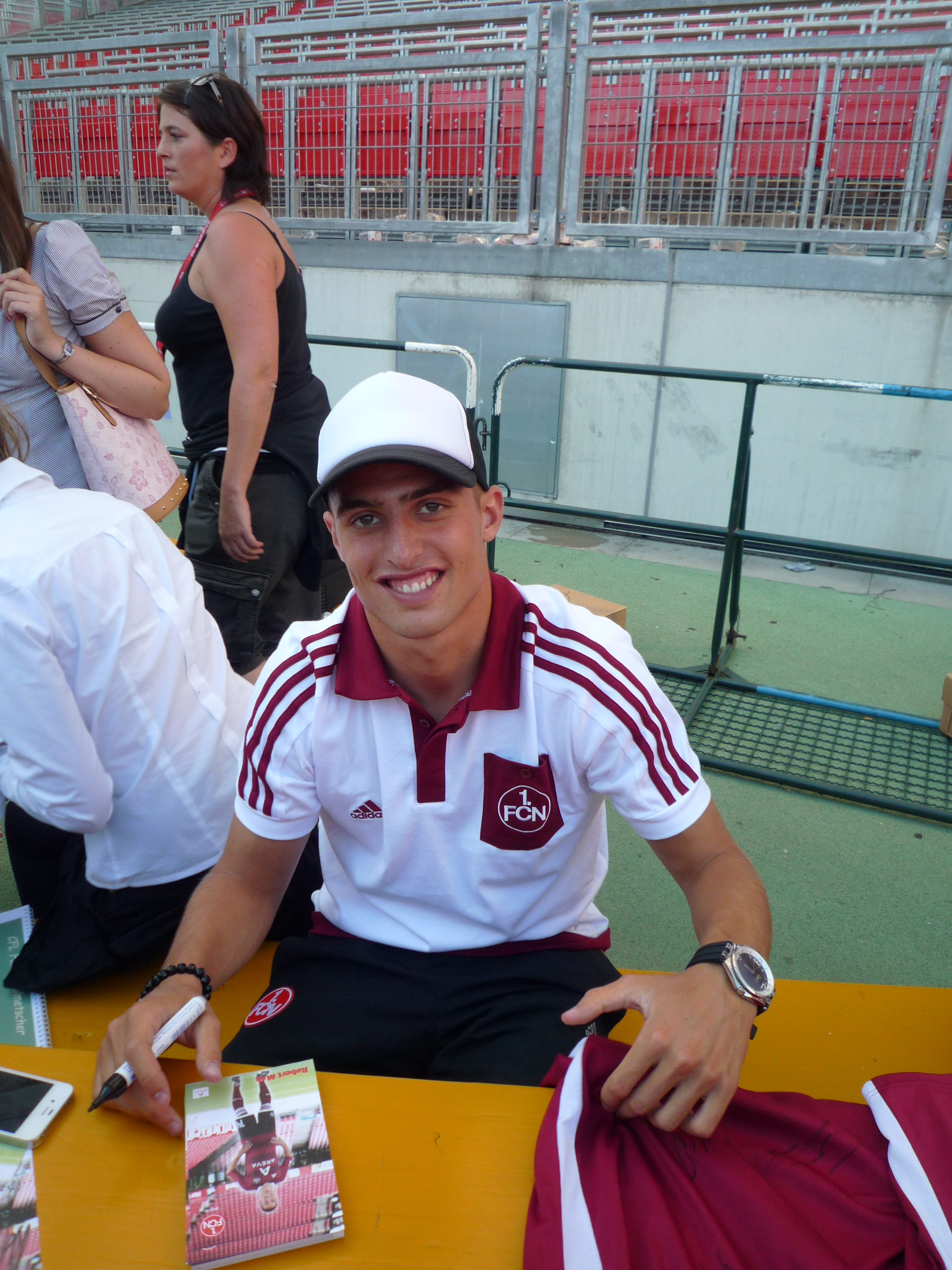
Róbert Mak cu 1. FC Nürnberg în 2010

La 11 iunie 2010, el a semnat un contract pe trei ani pentru 1. FC Nürnberg pentru o sumă de transfer nefăcută public. A devenit titular în primul său de Bundesliga, reușind să joace în 22 de meciuri pe flancul drept al atacului. A înscris primul gol în Bundesliga într-o înfrângere scor 1-3 cu 1. FC Kaiserslautern la 20 noiembrie 2010. El a rămas la echipă timp de patru sezoane, însă retrogradarea lor 2. Bundesliga coincis cu expirarea contractului său. Legia Varșovia i-a făcut o ofertă, însă a ales să joace pentru PAOK, deoarece echipa era calificată în UEFA Europa League.

### PAOK

#### Sezonul 2014-2015
La 19 iulie 2014, el a semnat un contact pe trei ani cu PAOK din Superliga Greciei.  fost titular chiar de la început și a ajutat-o pe PAOK să se mențină pe primul loc în campionat până în decembrie 2014, dar rezultatele slabe care au urmat au făcut ca clubul să termine pe locul al treilea. La 22 februarie 2015, PAOK a câștigat cu Veria 3-1, ceea ce a dus la oprirea seriei de meciuri fără victorie. El a terminat sezonul 2014-2015  cu șapte goluri, fiind, din acest punct de vedere, al treilea jucător după Facundo Pereyra și Stefanos Athanasiadis. și pase de gol, fiind al doilea după Giannis Skondras.

#### Sezonul 2015-2016
La 16 iulie 2015, în runda preliminară a UEFA Europa League, PAOK a fost învinsă cu 2-1 în prima etapă din Croația împotriva lui Lokomotiva, iar Mak a marcat singur gol. În cea de-a doua etapă împotriva lui Lokomotiva Zagreb, Mak a marcat o dublă, unul dintre goluri cu un șut cu dreptul de la mai mult de 35 de metri, într-o victorie scor 6-0 contând pentru turul trei preliminar al Europa League. La 20 august, în prima manșă a play-off-ului UEFA Europa League împotriva lui Brøndby IF, Mak a avut o contribuție la toate cele cinci goluri, după ce a înscris un hat-trick, a creat al doilea gol și i-a pasat lui Garry Rodrigues pentru al treilea. La 12 septembrie, în al treia meci din sezonul 2015-2016, a marcat primul său gol într-o victorie cu 3-0 împotriva Veriei. Două săptămâni mai târziu, a marcat în timp suplimentar în victoria de acasă cu Atromitos. La 1 octombrie, într-un meci de acasă împotriva Borussia Dortmund în Europa League, Mak a marcat un gol în minutul 34 minute într-un meci terminat la egalitate, scor 1-1. La sfârșitul lunii octombrie, s-a anunțat faptul că Mak a purtat discuții cu clubul în vederea prelungirii contractului până în 2019. La 5 noiembrie 2015, Mak a redus din diferență în meciul pierdut cu 2-1 în deplasarea din Europa League împotriva lui FC Krasnodar. La 30 noiembrie, a fost înlocuit de pe teren într-o victorie cu 3-1 cu Kalloni după ce a suferit o accidentare la genunchi. La 6 decembrie, el a marcat primul gol într-o victorie cu 2-1 împotriva lui Panionios. Patru zile mai tarziu, a marcat cel de-al 9-lea gol în Europa League din sezonul respectiv împotriva Borussia Dortmund, care a ocupat locul 2 în grupa C.
La 30 ianuarie 2016, el a marcat un gol cu Atromitos. După un sezon bun la PAOK, Real News, a anunțat că a semnat un nou contract de trei ani.